# ハリブキ
ハリブキ（針蕗、学名：Oplopanax japonicus ）はウコギ科ハリブキ属の落葉低木。雌雄異株。

## 特徴
高さは1mくらいになり、茎には針状の刺が密生する。葉は茎に互生し、直径30-40cmの掌状になり、葉柄にも葉脈にも刺がつく。花期は6-7月で、緑白色の目立たない小さな花を多数つける。秋に果実が赤く熟す。

## 分布と生育環境
北海道、本州、四国に分布し、深山の樹林下、特に針葉樹林内などのやや薄暗い場所に自生する。

## ギャラリー

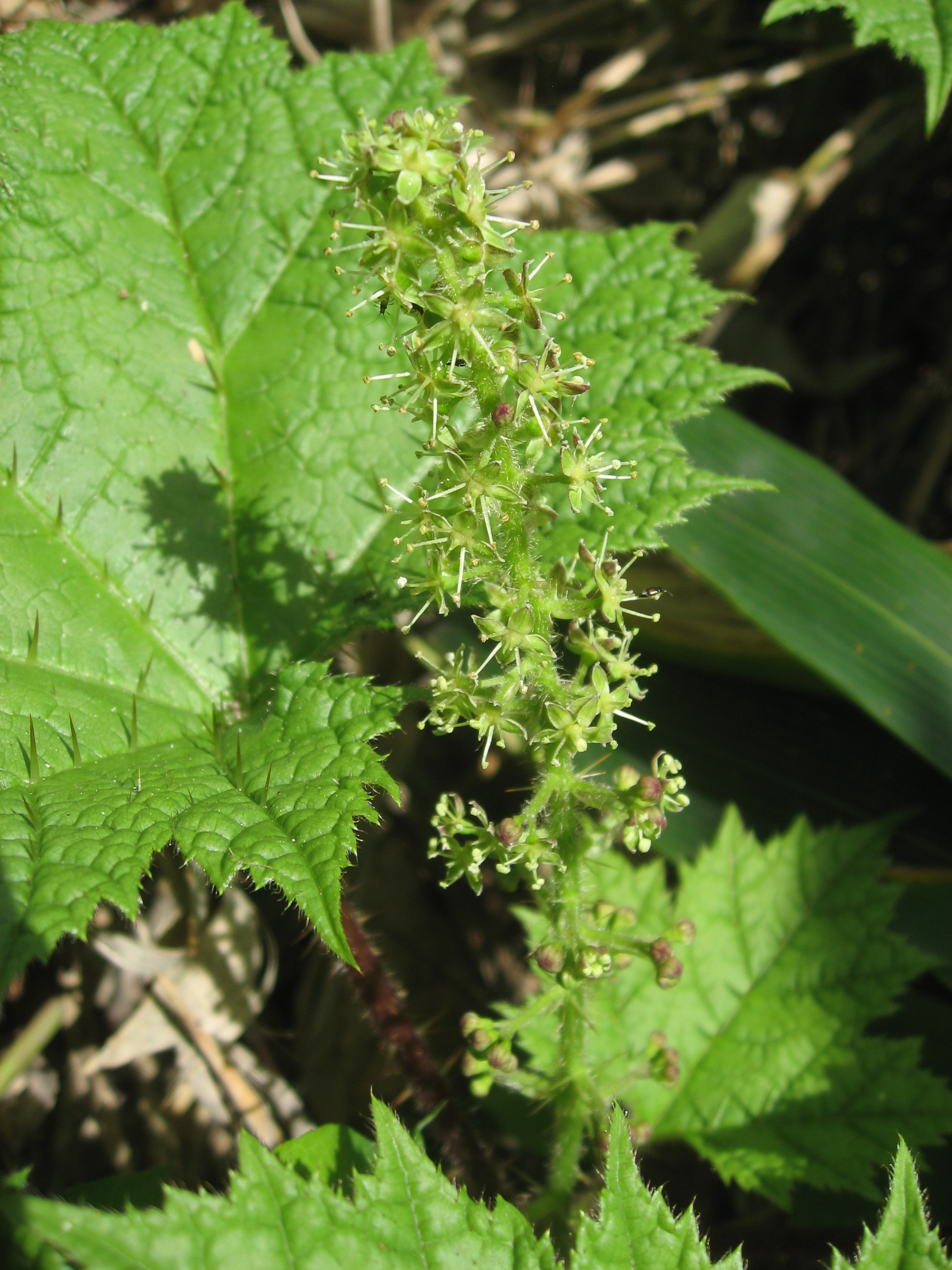
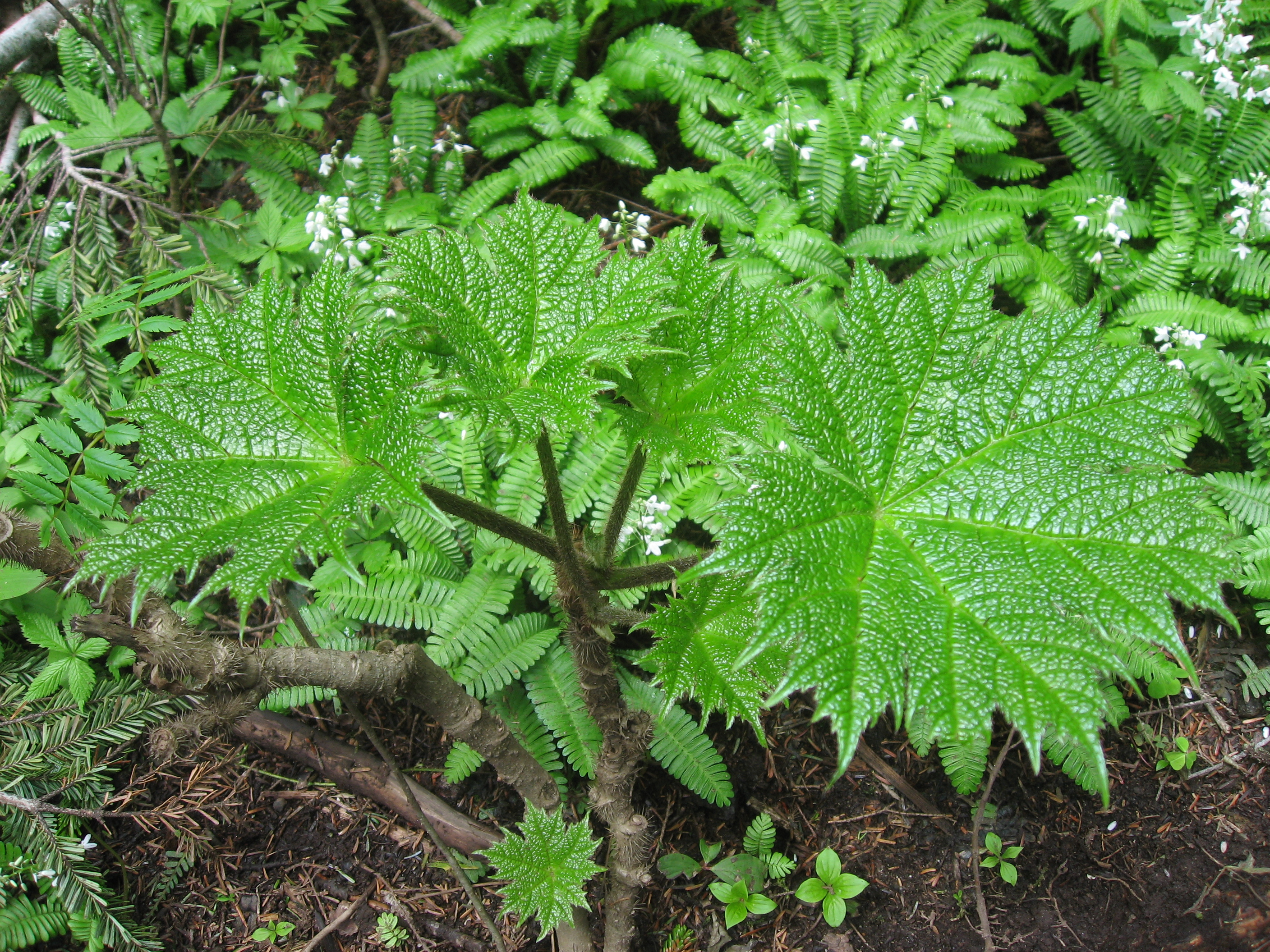
尾瀬国立公園帝釈山
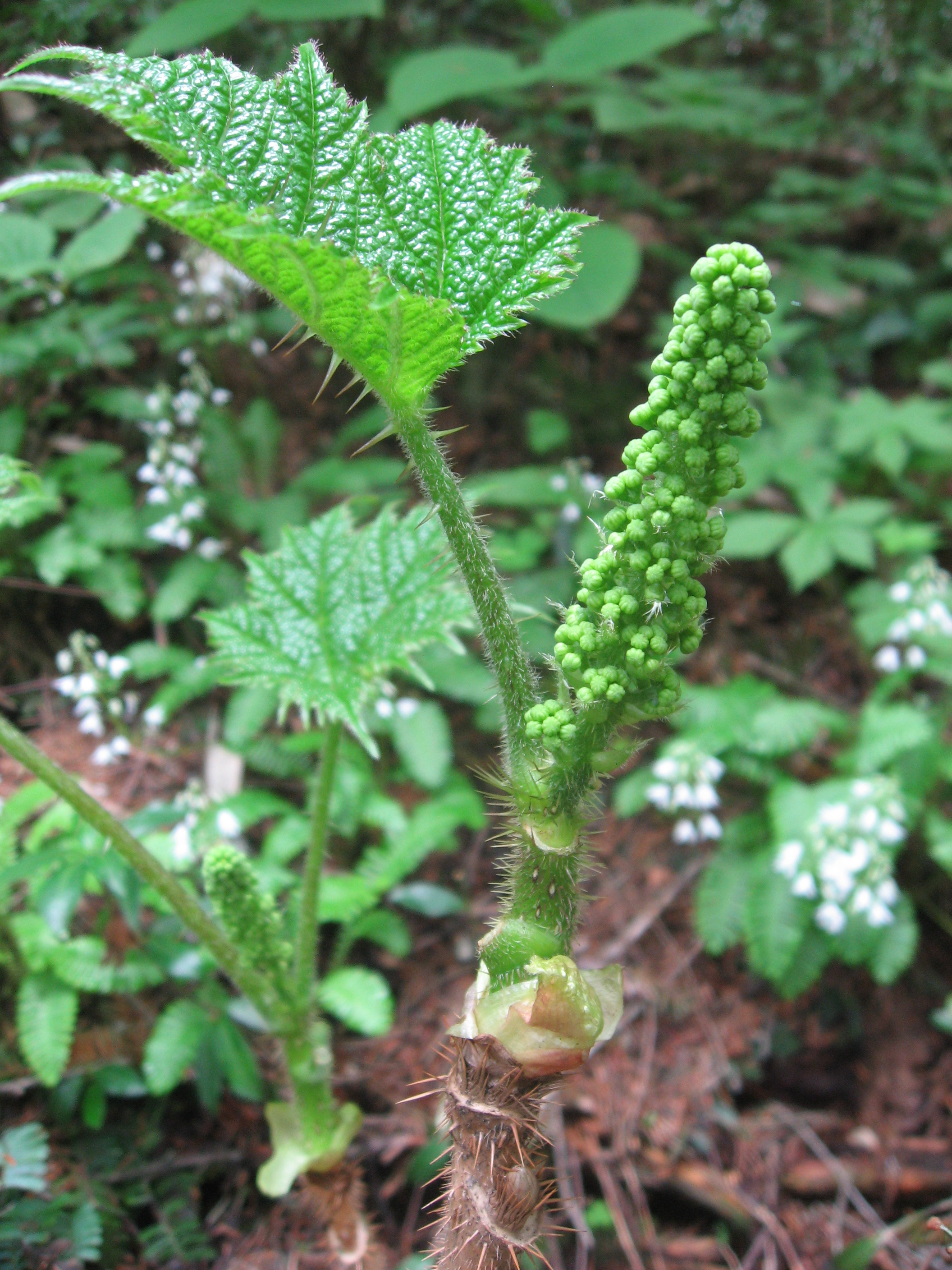